# Chlina Dolna
Chlina Dolna – część wsi Chlina w Polsce położona w województwie śląskim, w powiecie zawierciańskim, w gminie Żarnowiec. 
Położona wzdłuż rzeki Chlinki (dawniejsza Grzmięta), z układem zabudowy w formie ulicówki. Na tej kolonii znajduje się kościół pw. św. Bartłomieja i tu do końca XX w. znajdowała się szkoła Podstawowa do której również uczęszczała młodzież z Udorza i części Jeżówki. Być może to najstarsza część Chliny.
W latach 1975–1998 Chlina Dolna administracyjnie należała do województwa katowickiego.

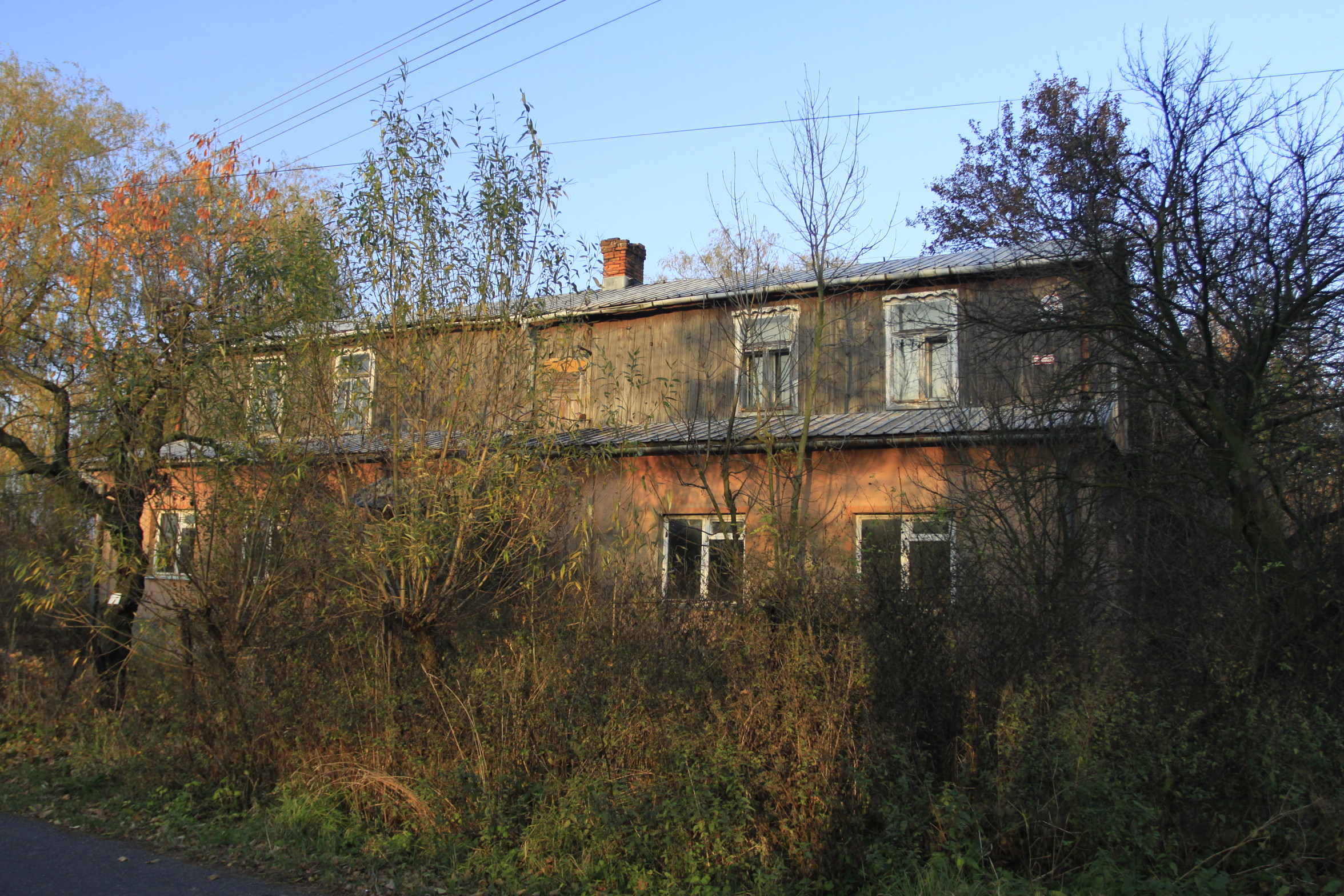
Stara szkoła w Chlinie